# Hermann Krumey

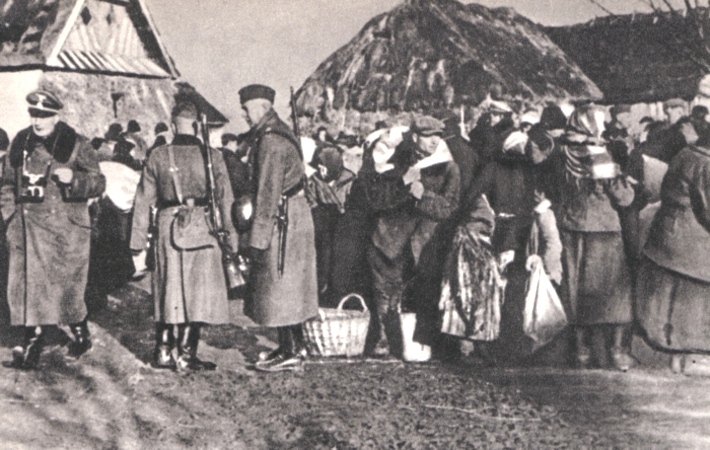
Aktion Zamość, fotografi från december 1942.

Hermann Alois Krumey, född den 18 april 1905 i Mährisch Schönberg, Mähren, Österrike-Ungern, död den 27 november 1981 i Erftstadt, Nordrhein-Westfalen, Västtyskland, var en tysk Obersturmbannführer och tjänsteman vid Reichssicherheitshauptamt, Nazitysklands säkerhetsministerium. Han var en av Adolf Eichmanns medarbetare. Han deltog bland annat i Förintelsen i Polen och Ungern.

## Biografi
Krumey inträdde i NSDAP och SS 1938. Mellan 1940 och 1943 var Krumey stationerad i Łódź, varifrån han organiserade deportationen av judar från områdena Wartheland, Danzig-Westpreußen och Ostoberschlesien till bland annat Auschwitz och Chełmno. Han var ansvarig för deportationen av omkring 390 000 judar. 
Krumey deltog åren 1942–1943 i Aktion Zamość, vilken innebar att drygt 110 000 polacker fördrevs för att ge plats åt 60 000 rikstyskar som var ämnade att bosätta sig i området kring Zamość i Lublindistriktet i Generalguvernementet. Under Aktion Zamość, som utgjorde en del av Generalplan Ost, samarbetade Krumey med Gruppenführer Odilo Globocnik, SS- och polischef i distriktet Lublin.
År 1944 ingick Krumey i Sondereinsatzkommando Eichmann som planerade och genomförde förintelsen i Ungern. På Krumeys befallning tvingades de till Auschwitz deporterade judarna att skriva vykort till sina anhöriga och försäkra dem om att de behandlades väl på sin nya vistelseort. De deporterade skulle ange att de befann sig i "Waldsee", en påhittad ort.